# Sciangai (gioco)
Lo sciangai, 
scritto anche shanghai o shangai (pronuncia /ʃaŋˈɡai/),  o mikado, è un gioco da tavolo di abilità. Si gioca utilizzando 41 bastoncini colorati della lunghezza di 17 cm circa. Lo scopo del gioco è quello di raccogliere i bastoncini utilizzando le dita, o un altro bastoncino, evitando di muovere gli altri bastoncini presenti su tavolo. I bastoncini sono divisi tipicamente in gruppi, associati ad una diversa colorazione e a un differente punteggio relativo. Il numero dei bastoncini associati a ciascun colore e punteggio è variabile da versione a versione.
L'origine dello sciangai è incerta. Nonostante il nome richiami l'Oriente, l'origine più probabile è europea: il gioco fu importato nel 1936 negli Stati Uniti dall'Ungheria, dove era chiamato Marokko, mentre già nel XVI secolo, si faceva un gioco simile in Francia, chiamato Jonchets.

## Regole del gioco
Un giocatore estratto a sorte, stringendo in mano i bastoncini, con le punte poggiate sul tavolo, li lascerà cadere a ventaglio, da una posizione verticale. A questo punto dovrà provare a sfilarne dal gruppo, ad uno ad uno, il maggior numero possibile, cercando di non muovere gli altri.
Il primo bastoncino va raccolto a mani nude, mentre per i successivi ci si potrà avvalere di quelli già raccolti, come bacchetta.
Non è obbligatorio prendere un solo bastoncino per volta, ma se ne possono prendere massimo tre.
Ogni bastoncino preso fa guadagnare al giocatore il numero di punti ad esso corrispondente.
Se un giocatore sbaglia, muovendo o facendo cadere i bastoncini vicini a quello scelto, il turno passerà a un altro giocatore.
Il gioco termina quando tutti gli Shanghai sono stati raccolti dal tavolo e vince chi ottiene, al termine della partita, più punti sommando il valore dei bastoncini raccolti.

## Punteggi
Versione Mikado-Spiel (in figura):
- n. 1 bastoncino nero (in alcuni casi a righe spirali): 20 punti
- n. 5 bastoncini blu-rosso-blu: 10 punti ciascuno
- n. 5 bastoncini rosso-blu-rosso-blu-rosso: 5 punti ciascuno
- n. 15 bastoncini blu-giallo-rosso: 3 punti ciascuno
- n. 15 bastoncini blu-rosso: 2 punti ciascuno

Esistono alcune versioni modificate, con bastoncini di plastica e/o totalmente colorati, per renderlo più accessibile ai bambini, o con un numero differente di bastoncini.
Esempi di valori e numero dei bastoncini: 
- n. 1 bastoncino nero 50 punti
- n. 3 bastoncini blu 25 punti ciascuno
- n. 5 bastoncini verdi 10 punti ciascuno
- n. 7 bastoncini rossi 5 punti ciascuno
- n. 15 bastoncini gialli 2 punti ciascuno